# Sonate K. 328
La sonate K. 328 (F.276/L.S.27) en sol majeur est une œuvre pour clavier du compositeur italien Domenico Scarlatti.

## Présentation
La sonate K. 328, en sol majeur, est notée Andante comodo. Il s'agit de la dernière des pièces du catalogue dévolues à l'orgue. L'œuvre évoque la tradition de la gigue pastorale et sonne préclassique, plus dans sa forme générale que dans son style. Elle est modérée et en imitation,.
Alors que les deux autres partitions (K. 287 et 288) précisaient par de petites mains les changements de claviers, ici, les registres sont indiqués par des abréviations : « Org°. » et « Fl° ».

## Manuscrits
Le manuscrit principal est le numéro 3 du volume VII (Ms. 9778) de Venise (1754), copié pour Maria Barbara ; l'autre est Parme VIII 25 (Ms. A. G. 31413).

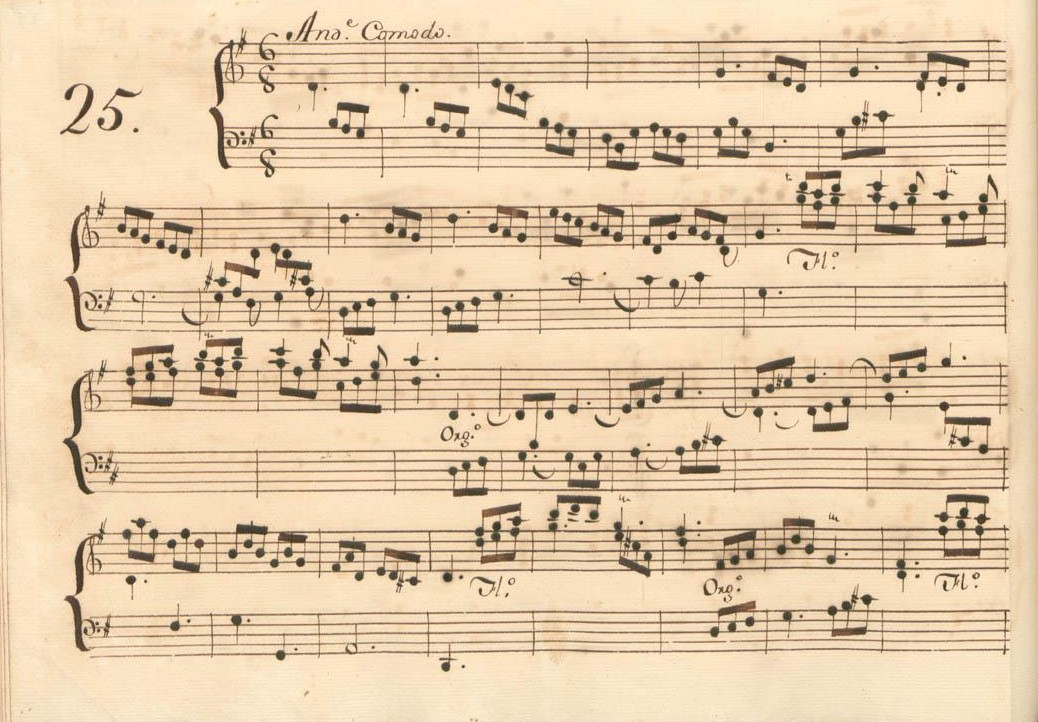
Parme VIII 25.
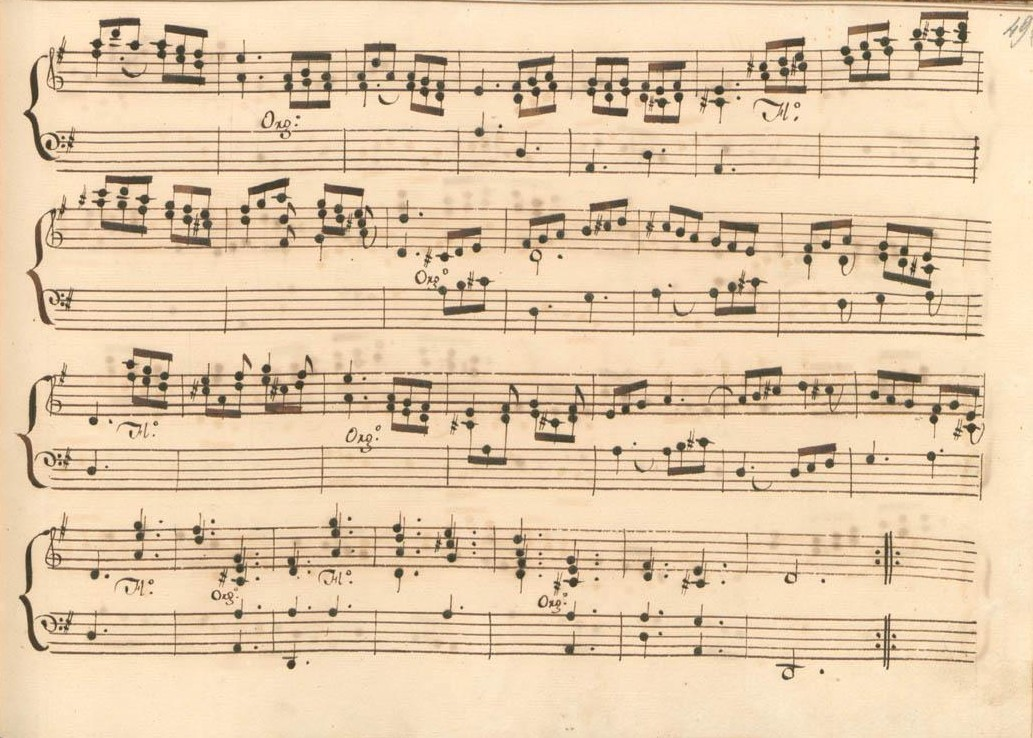
Parme VIII 25 (fin de la première section).
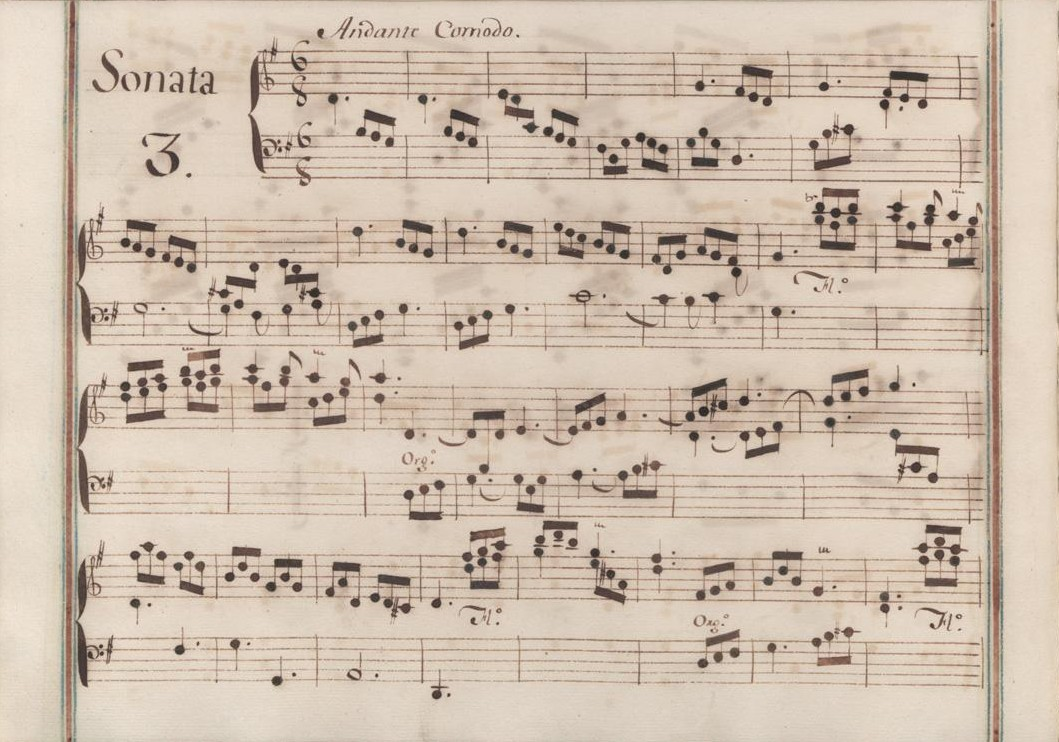
Venise VII 3.
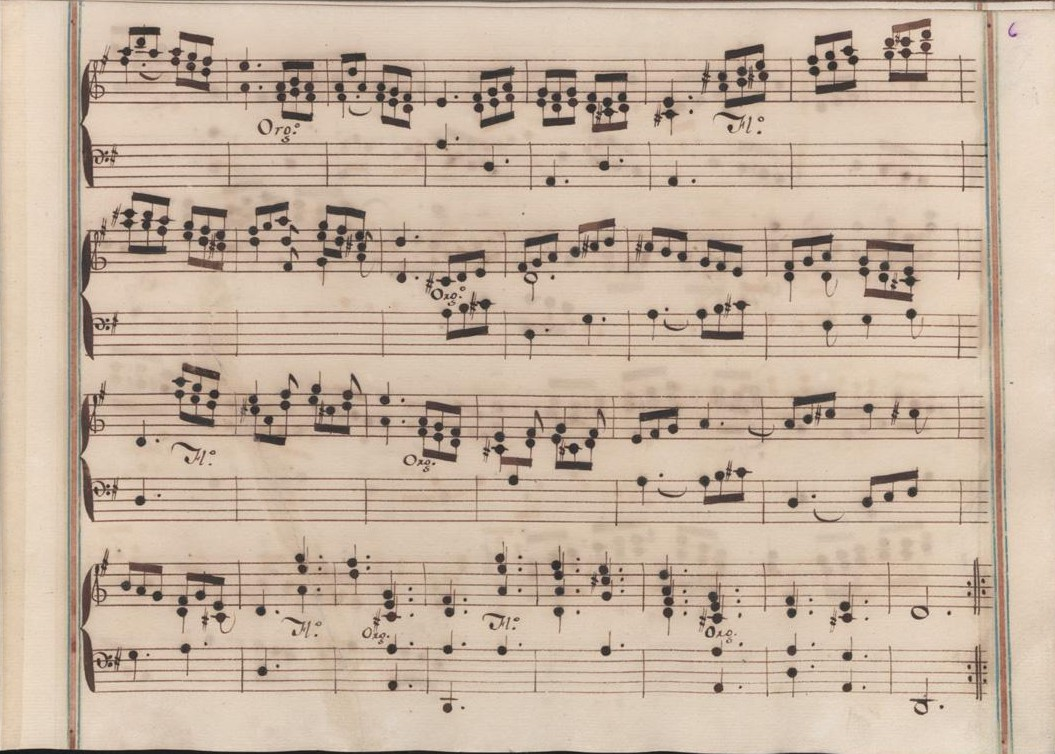
Venise VII 3 (fin de la première section).
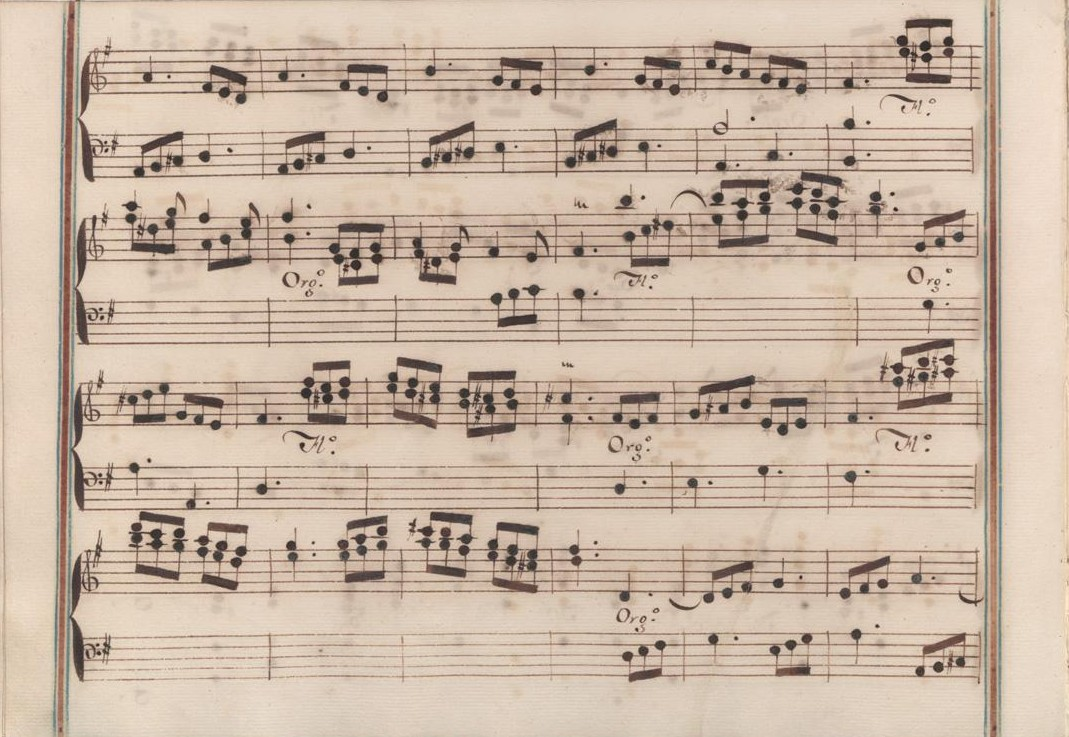
Venise VII 3 (début de la seconde section).
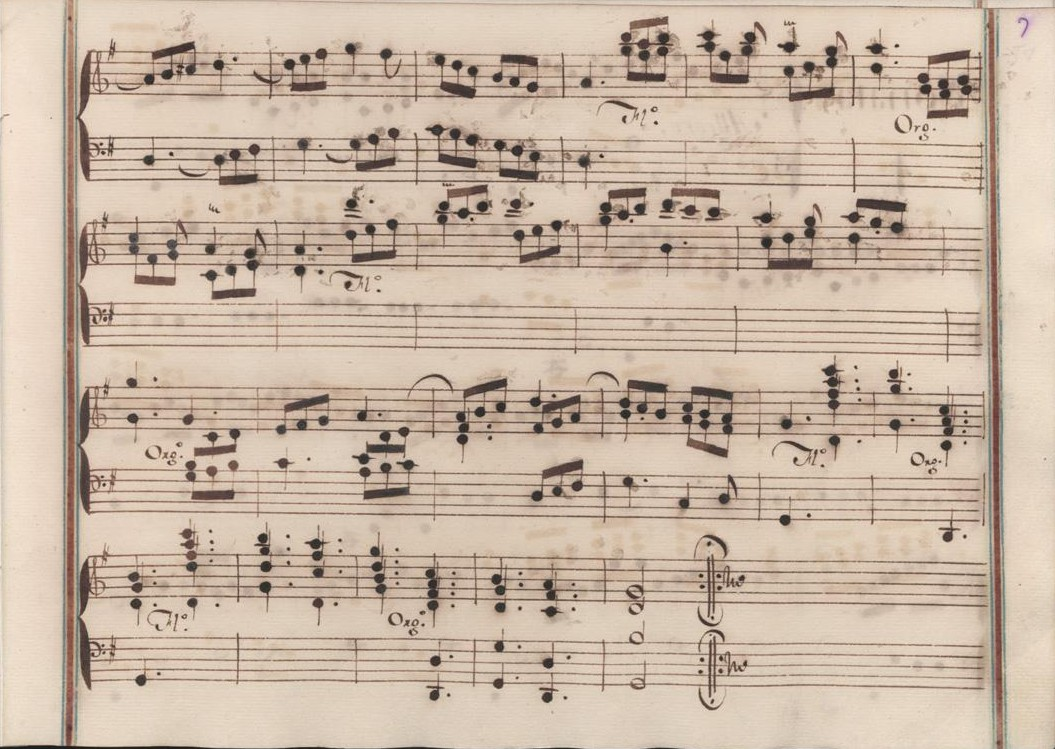
Venise VII 3 (fin de la sonate).

## Interprètes

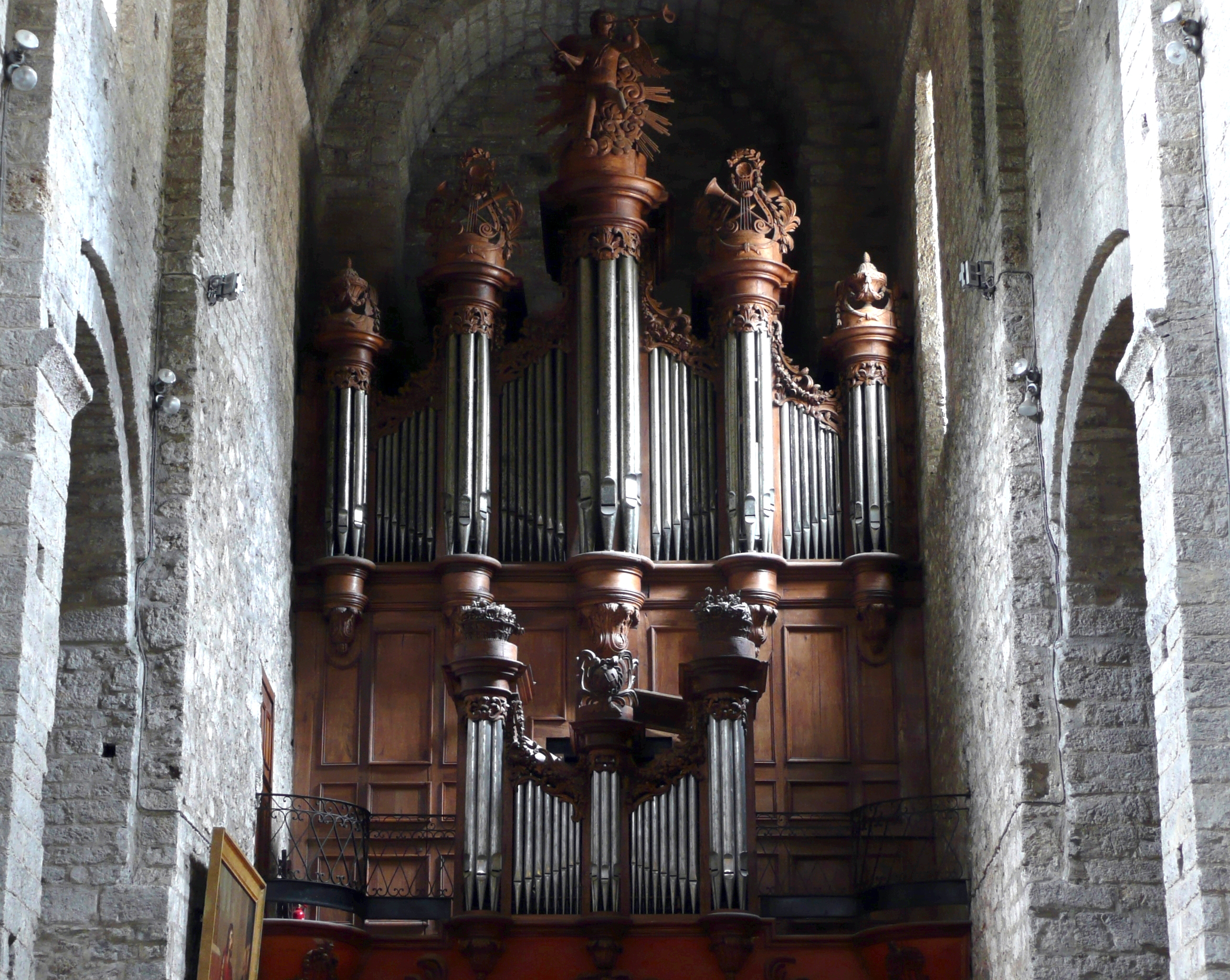
Saint-Guilhem-le-Désert, touché par Scott Ross pour les sonates pour orgue.

La sonate K. 328 est principalement défendue à l'orgue, notamment par Scott Ross à l'orgue de Saint-Guilhem-le-Désert (1985, Erato), Andrea Marcon à l'orgue Gaetano Callido 1778/1779 de l'église San Nicolò de Trévise (1996, Divox), Silvio Celeghin à l'orgue Barbini-Aletti (1757-1894) de l'église San Martino de Vigo di Cadore (2000, La Bottega Discantica), Sergio Vartolo (2000, Stradivarius, vol. 3), Richard Lester (2003, Nimbus, vol. 3), David Yearsley (2010, Loft Recordings), Guy Bovet à l'orgue de l'église Saint-Augustin de Manille (2012, Gallo), Ton Koopman (2015, Challenge Classics), Nicola Reniero à l'orgue du Duomo di Santa Maria Maddalena de Desenzano del Garda (2016, Brilliant Classics) et Ennio Cominetti (2017, Urania Records).
Elle est également jouée au piano, notamment par Konstantin Scherbakov (2000, Naxos, vol. 7) et Carlo Grante (2013, Music & Arts, vol. 3) ; au clavecin par Wanda Landowska (1934).

## Sources
: document utilisé comme source pour la rédaction de cet article.
- (en) Kathleen Dale, « Domenico Scarlatti: His Unique Contribution to Keyboard Literature », Proceedings of the Royal Musical Association, no 74,‎ 1948, p. 33–44 (ISSN 0080-4452, OCLC 865210389, lire en ligne)
- Ralph Kirkpatrick (trad. de l'anglais par Dennis Collins), Domenico Scarlatti, Paris, Lattès, coll. « Musique et Musiciens », 1982 (1re éd. 1953 (en)), 493 p. (ISBN 978-2-7096-0118-4, OCLC 954954205, BNF 34689181).
- Alain de Chambure, « Domenico Scarlatti : Intégrale des sonates — Scott Ross », Erato (2564-62092-2), 1985 (OCLC 891183737) .
- Michel Roubinet, « Domenico Scarlatti », dans Guide de la musique d'orgue : sous la direction de Gilles Cantagrel, Fayard, 1991, 840 p. (ISBN 978-2-213-02772-2).
- (en) Carlo Grante, « Domenico Scarlatti, intégrale des sonates pour clavier (vol. 3) », Music & Arts (CD-1292), 2013 (OCLC 907929504) .